# Torneo Clausura 2011 (Chile)

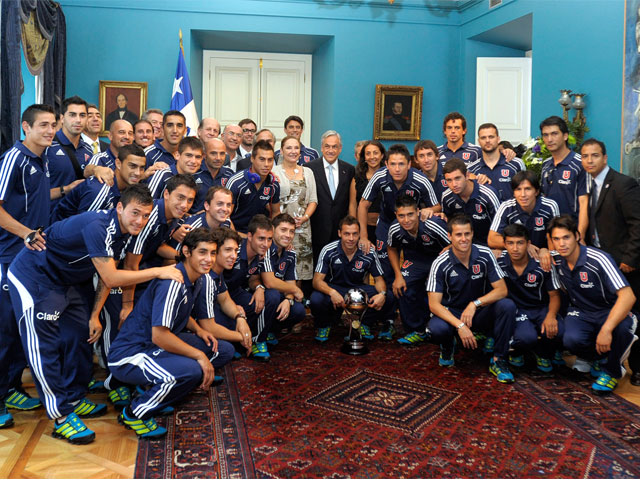
El plantel de Universidad de Chile celebrando en La Moneda el título de la Copa Sudamericana 2011, días antes de consagrarse campeón del Torneo Clausura 2011.

El Campeonato Nacional Petrobras de Clausura de Primera División del Fútbol Profesional 2011, o simplemente Torneo de Clausura 2011, fue el segundo y último torneo de la temporada 2011 de la primera división chilena de fútbol. El torneo comenzó el 29 de julio y finalizó el 29 de diciembre con el triunfo de Universidad de Chile en la final sobre Cobreloa. De esta forma el elenco azul se proclamó campeón del torneo, obtuvo su décima quinta estrella oficial, inscribió su nombre en el Huemul de Plata y clasificó a Copa Libertadores 2012, pero por haber ganado el Torneo Apertura, cedió el cupo de Chile 2 a Universidad Católica, quien obtuvo la mejor ubicación en la tabla acumulada del año.
Se jugó en modalidad mexicana, es decir, se jugó una Fase Clasificatoria, donde se enfrentaron todos contra todos en una sola rueda. Los 8 primeros de la tabla de posiciones general accedieron a los play-offs o sistema de eliminación directa, en donde los equipos jugaron en cuartos de final, semifinal y final (partidos de ida y vuelta).

## Aspectos generales

### Modalidad
Luego de disputada la fase regular, se jugaron los play-offs, en la cual el equipo que ganó la final se proclamó campeón de este torneo, inscribió su nombre en el Huemul de Plata y clasificó a la Copa Libertadores 2012 como "Chile 2", y el elenco que terminó en el primer lugar de la fase regular, clasificó a la Copa Sudamericana 2012 como "Chile 2". Como la Universidad de Chile ganó este torneo (y de paso obtuvo el bicampeonato), el "Chile 2" para la Copa Libertadores 2012, fue para el equipo que acumuló la mayor cantidad de puntos en la tabla de computo general de las fases clasificatorias de los torneos de Apertura y Clausura, que no haya clasificado para dicho torneo internacional, en ese caso el cupo le correspondió al conjunto cruzado.

## Datos de los clubes
| Equipo               | Equipo                    | Entrenador                            | Entrenador            | Ciudad      | Estadio                              | Capacidad | Marca      | Patrocinador             |
| -------------------- | ------------------------- | ------------------------------------- | --------------------- | ----------- | ------------------------------------ | --------- | ---------- | ------------------------ |
|                      | Audax Italiano            | Bandera de Argentina                  | Omar Labruna          | Santiago    | Bicentenario Municipal de La Florida | 12.000    | Diadora    | Patrimonio de la Familia |
|                      | Cobreloa                  | Bandera de Uruguay · Bandera de Chile | Nelson Acosta         | Calama      | Municipal de Calama                  | 13.000    | Mitre      | Finning CAT              |
|                      | Cobresal                  | Bandera de Chile                      | Luis Musrri           | El Salvador | El Cobre                             | 15.000    | Lotto      | PF                       |
|                      | Colo-Colo                 | Bandera de Chile                      | Ivo Basay             | Santiago    | Monumental                           | 47.017    | Umbro      | Cristal                  |
|                      | Deportes Iquique          | Bandera de Chile                      | Fernando Vergara      | Iquique     | Tierra de Campeones                  | 11.000    | CDI Sports | ZOFRI                    |
|                      | Deportes La Serena        | Bandera de Chile                      | Miguel Ponce          | La Serena   | La Portada                           | 14.000    | Lotto      | Unimarc                  |
|                      | Huachipato                | Bandera de Chile                      | Jorge Pellicer        | Talcahuano  | CAP                                  | 10.500    | Mitre      | CAP                      |
|                      | Ñublense                  | Bandera de Chile                      | Carlos Rojas          | Chillán     | Bicentenario Nelson Oyarzún Arenas   | 12.000    | Mitre      | Danone                   |
|                      | O'Higgins                 | Bandera de Chile                      | José Cantillana       | Rancagua    | El Teniente                          | 14.450    |            | Agrosuper                |
|                      | Palestino                 | Bandera de Paraguay                   | Gustavo Benítez       | Santiago    | Municipal de La Cisterna             | 12.000    | Training   | PF                       |
|                      | Santiago Morning          | Bandera de Chile                      | Hernán Godoy          | Santiago    | Municipal de La Pintana              | 6.000     | Training   | Onduline                 |
|                      | Santiago Wanderers        | Bandera de Chile                      | Héctor Robles         | Valparaíso  | Regional Chiledeportes               | 18.500    | Mitre      | TPS                      |
|                      | Unión Española            | Bandera de Chile                      | José Luis Sierra      | Santiago    | Santa Laura-Universidad SEK          | 22.000    | Joma       | Universidad SEK          |
|                      | Unión La Calera           | Bandera de Chile                      | Emiliano Astorga      | La Calera   | Municipal Nicolás Chahuán Nazar      | 10.000    | Training   | PF                       |
|                      | Unión San Felipe          | Bandera de Chile                      | Nelson Cossio         | San Felipe  | Municipal de San Felipe              | 10.000    | Joma       | PF                       |
|                      | Universidad Católica      | Bandera de Chile                      | Mario Lepe¡'ñl        | Santiago    | San Carlos de Apoquindo              | 15.000    | Puma       | Directv                  |
| Universidad de Chile | Universidad de Chile      | Bandera de Argentina                  | Jorge Sampaoli        | Santiago    | Nacional Julio Martínez Prádanos     | 50.000    | Adidas     | Claro                    |
|                      | Universidad de Concepción | Bandera de Chile                      | Víctor Hugo Castañeda | Concepción  | Municipal de Collao                  | 29.000    | Lotto      | PF                       |

## Equipos porregión
| Región        | N.º | Equipos |
| ------------- | --- | --- |
| Metropolitana | 7   | Audax Italiano, Colo-Colo, Palestino, Santiago Morning, Universidad Católica, Universidad de Chile y Unión Española |
| Valparaíso    | 3   | Santiago Wanderers, Unión La Calera y Unión San Felipe                                                              |
| Biobío        | 3   | Huachipato, Ñublense y Universidad de Concepción                                                                    |
| Tarapacá      | 1   | Deportes Iquique |
| Antofagasta   | 1   | Cobreloa |
| Atacama       | 1   | Cobresal |
| Coquimbo      | 1   | Deportes La Serena                                                                                                  |
| O'Higgins     | 1   | O'Higgins |

|
| Audax Italiano Universidad de Chile Colo-Colo Universidad Católica Unión Española Palestino Santiago Morning |

|}

## Resultados
| Fecha 1          | Fecha 1   | Fecha 1       | Fecha 1                  | Fecha 1         | Fecha 1 |
| Local            | Resultado | Visita        | Estadio                  | Fecha           | Hora    |
| ---------------- | --------- | ------------- | ------------------------ | --------------- | ------- |
| O'Higgins        | 3 - 0     | U. San Felipe | El Teniente              | 29 de julio     | 20:00   |
| Palestino        | 0 - 0     | A. Italiano   | Municipal de La Cisterna | 30 de julio     | 15:00   |
| U. Católica      | 4 - 1     | D. Iquique    | San Carlos               | 30 de julio     | 17:30   |
| U. de Chile      | 3 - 0     | D. La Serena  | Nacional                 | 30 de julio     | 20:00   |
| S. Wanderers     | 0 - 1     | Ñublense      | Regional Chiledeportes   | 31 de julio     | 16:00   |
| U. La Calera     | 2 - 0     | S. Morning    | Nicolás Chahuán          | 31 de julio     | 16:00   |
| Cobreloa         | 0 - 0     | U. Española   | Municipal de Calama      | 31 de julio     | 16:00   |
| U. de Concepción | 1 - 1     | Huachipato    | Ester Roa                | 31 de julio     | 18:30   |
| Cobresal         | 0 - 2     | Colo - Colo   | El Cobre                 | 3 de septiembre | 13:00   |

| Fecha 2       | Fecha 2   | Fecha 2          | Fecha 2                 | Fecha 2         | Fecha 2 |
| Local         | Resultado | Visita           | Estadio                 | Fecha           | Hora    |
| ------------- | --------- | ---------------- | ----------------------- | --------------- | ------- |
| U. Española   | 0 - 0     | Palestino        | Santa Laura             | 5 de agosto     | 20:00   |
| Huachipato    | 1 - 0     | Cobresal         | Estadio CAP             | 6 de agosto     | 18:00   |
| A. Italiano   | 0 - 0     | U. Católica      | Municipal de La Florida | 6 de agosto     | 18:00   |
| U. San Felipe | 1 - 1     | U. La Calera     | Lucio Fariña Fernández  | 6 de agosto     | 20:30   |
| D. Iquique    | 2 - 4     | Cobreloa         | Tierra de Campeones     | 7 de agosto     | 16:00   |
| D. La Serena  | 2 - 0     | U. de Concepción | La Portada              | 7 de agosto     | 16:00   |
| O'Higgins     | 2 - 1     | S. Morning       | El Teniente             | 7 de agosto     | 16:00   |
| Colo - Colo   | 3 - 1     | S. Wanderers     | Monumental              | 7 de agosto     | 18:30   |
| Ñublense      | 1 - 4     | U. de Chile      | Nelson Oyarzún          | 3 de septiembre | 20:30   |

| Fecha 3          | Fecha 3   | Fecha 3      | Fecha 3                  | Fecha 3      | Fecha 3 |
| Local            | Resultado | Visita       | Estadio                  | Fecha        | Hora    |
| ---------------- | --------- | ------------ | ------------------------ | ------------ | ------- |
| U. San Felipe    | 2 - 1     | D. Iquique   | Lucio Fariña             | 12 de agosto | 20:00   |
| Palestino        | 2 - 2     | O'Higgins    | Municipal de La Cisterna | 13 de agosto | 15:30   |
| Cobresal         | 3 - 2     | A. Italiano  | El Cobre                 | 13 de agosto | 16:00   |
| S. Wanderers     | 1 - 1     | U. Española  | Regional Chiledeportes   | 13 de agosto | 18:00   |
| U. Católica      | 4 - 0     | U. La Calera | San Carlos               | 13 de agosto | 20:30   |
| U. de Concepción | 3 - 0     | Colo - Colo  | Ester Roa                | 14 de agosto | 15:30   |
| S. Morning       | 4 - 1     | D. La Serena | Municipal de La Pintana  | 14 de agosto | 15:30   |
| Ñublense         | 2 - 4     | Huachipato   | Nelson Oyarzún           | 14 de agosto | 15:30   |
| U. de Chile      | 3 - 1     | Cobreloa     | Nacional                 | 14 de agosto | 18:00   |

| Fecha 4      | Fecha 4   | Fecha 4          | Fecha 4                  | Fecha 4   | Fecha 4 |
| Local        | Resultado | Visita           | Estadio                  | Fecha     | Hora    |
| ------------ | --------- | ---------------- | ------------------------ | --------- | ------- |
| U. La Calera | 0 - 1     | Cobresal         | Nicolás Chahuán          | 19 agosto | 20:00   |
| A. Italiano  | 2 - 1     | D. La Serena     | Municipal de La Florida  | 19 agosto | 20:00   |
| Palestino    | 1 - 1     | S. Wanderers     | Municipal de La Cisterna | 20 agosto | 15:00   |
| Cobreloa     | 1 - 1     | U. de Concepción | Municipal de Calama      | 20 agosto | 16:00   |
| Huachipato   | 1 - 1     | U. Católica      | Estadio CAP              | 20 agosto | 17:30   |
| O'Higgins    | 1 - 1     | Ñublense         | El Teniente              | 20 agosto | 20:00   |
| D. Iquique   | 4 - 2     | S. Morning       | Tierra de Campeones      | 21 agosto | 16:00   |
| U. Española  | 0 - 1     | U. de Chile      | Santa Laura              | 21 agosto | 16:00   |
| Colo - Colo  | 2 - 2     | U. San Felipe    | Monumental               | 21 agosto | 18:30   |

| Fecha 5          | Fecha 5   | Fecha 5      | Fecha 5                | Fecha 5      | Fecha 5 |
| Local            | Resultado | Visita       | Estadio                | Fecha        | Hora    |
| ---------------- | --------- | ------------ | ---------------------- | ------------ | ------- |
| D. La Serena     | 0 - 0     | U. La Calera | La Portada             | 22 de agosto | 20:00   |
| Cobreloa         | 2 - 0     | Ñublense     | Municipal de Calama    | 23 de agosto | 16:00   |
| U. Católica      | 2 - 0     | O'Higgins    | San Carlos             | 23 de agosto | 20:00   |
| S. Wanderers     | 2 - 1     | Huachipato   | Regional Chiledeportes | 24 de agosto | 15:00   |
| U. de Concepción | 3 - 1     | D. Iquique   | Municipal de Yumbel    | 24 de agosto | 16:00   |
| Cobresal         | 2 - 2     | U. Española  | El Cobre               | 24 de agosto | 16:00   |
| U. San Felipe    | 2 - 2     | A. Italiano  | Municipal Lucio Fariña | 24 de agosto | 20:00   |
| Colo - Colo      | 3 - 1     | Palestino    | Monumental             | 24 de agosto | 20:00   |
| S. Morning       | 0 - 2     | U. de Chile  | Nacional               | 25 de agosto | 20:00   |

| Fecha 6      | Fecha 6   | Fecha 6          | Fecha 6                  | Fecha 6      | Fecha 6 |
| Local        | Resultado | Visita           | Estadio                  | Fecha        | Hora    |
| ------------ | --------- | ---------------- | ------------------------ | ------------ | ------- |
| O'Higgins    | 1 - 1     | D. La Serena     | El Teniente              | 26 de agosto | 20:00   |
| Palestino    | 2 - 1     | Cobresal         | Municipal de La Cisterna | 27 de agosto | 15:00   |
| Huachipato   | 1 - 2     | Colo - Colo      | Estadio CAP              | 27 de agosto | 17:30   |
| U. Española  | 3 - 0     | U. San Felipe    | Santa Laura              | 27 de agosto | 20:00   |
| Ñublense     | 1 - 2     | D. Iquique       | Nelson Oyarzún           | 28 de agosto | 16:00   |
| A. Italiano  | 5 - 0     | S. Morning       | Municipal de La Florida  | 28 de agosto | 16:00   |
| U. La Calera | 0 - 1     | Cobreloa         | Municipal Lucio Fariña   | 28 de agosto | 16:00   |
| S. Wanderers | 2 - 0     | U. Católica      | Regional Chiledeportes   | 28 de agosto | 16:00   |
| U. de Chile  | 2 - 0     | U. de Concepción | Nacional                 | 28 de agosto | 18:30   |

| Fecha 7          | Fecha 7   | Fecha 7      | Fecha 7                 | Fecha 7          | Fecha 7 |
| Local            | Resultado | Visita       | Estadio                 | Fecha            | Hora    |
| ---------------- | --------- | ------------ | ----------------------- | ---------------- | ------- |
| D. La Serena     | 3 - 1     | Ñublense     | La Portada              | 9 de septiembre  | 20:00   |
| U. de Concepción | 0 - 0     | U. La Calera | Municipal de Yumbel     | 10 de septiembre | 15:30   |
| S. Morning       | 3 - 0     | S. Wanderers | Municipal de La Pintana | 10 de septiembre | 15:30   |
| U. San Felipe    | 0 - 3     | U. de Chile  | Municipal Lucio Fariña  | 10 de septiembre | 18:00   |
| Colo - Colo      | 3 - 2     | U. Española  | Monumental              | 10 de septiembre | 20:30   |
| D. Iquique       | 3 - 2     | Huachipato   | Tierra de Campeones     | 11 de septiembre | 16:00   |
| Cobresal         | 1 - 0     | O'Higgins    | El Cobre                | 11 de septiembre | 16:00   |
| Cobreloa         | 3 - 4     | A. Italiano  | Municipal de Calama     | 11 de septiembre | 16:00   |
| U. Católica      | 2 - 1     | Palestino    | San Carlos              | 11 de septiembre | 18:30   |

| Fecha 8      | Fecha 8   | Fecha 8          | Fecha 8                  | Fecha 8          | Fecha 8 |
| Local        | Resultado | Visita           | Estadio                  | Fecha            | Hora    |
| ------------ | --------- | ---------------- | ------------------------ | ---------------- | ------- |
| A. Italiano  | 2 - 1     | U. de Concepción | Municipal de La Florida  | 15 de septiembre | 20:00   |
| Huachipato   | 2 - 2     | U. San Felipe    | Estadio CAP              | 16 de septiembre | 17:30   |
| U. Española  | 1 - 0     | S. Morning       | Santa Laura              | 16 de septiembre | 20:00   |
| U. de Chile  | 3 - 1     | Cobresal         | Municipal de La Florida  | 17 de septiembre | 12:00   |
| U. La Calera | 3 - 0     | Colo - Colo      | Santa Laura              | 17 de septiembre | 15:30   |
| Palestino    | 1 - 1     | D. La Serena     | Municipal de La Cisterna | 17 de septiembre | 16:00   |
| O'Higgins    | 2 - 2     | Cobreloa         | El Teniente              | 17 de septiembre | 16:00   |
| S. Wanderers | 2 - 2     | D. Iquique       | Regional Chiledeportes   | 17 de septiembre | 16:00   |
| Ñublense     | 2 - 0     | U. Católica      | Nelson Oyarzún           | 17 de septiembre | 18:00   |

| Fecha 9          | Fecha 9   | Fecha 9      | Fecha 9                 | Fecha 9          | Fecha 9 |
| Local            | Resultado | Visita       | Estadio                 | Fecha            | Hora    |
| ---------------- | --------- | ------------ | ----------------------- | ---------------- | ------- |
| A. Italiano      | 2 - 1     | U. La Calera | Municipal de La Florida | 23 de septiembre | 19:00   |
| D. La Serena     | 1 - 0     | Huachipato   | La Portada              | 23 de septiembre | 21:00   |
| D. Iquique       | 1 - 5     | U. Española  | Tierra de Campeones     | 23 de septiembre | 22:00   |
| Cobresal         | 3 - 2     | S. Wanderers | El Cobre                | 24 de septiembre | 16:00   |
| U. San Felipe    | 1 - 2     | Ñublense     | Regional de Los Andes   | 24 de septiembre | 16:00   |
| S. Morning       | 3 - 2     | U. Católica  | Santa Laura             | 24 de septiembre | 16:00   |
| U. de Concepción | 0 - 0     | Palestino    | Ester Roa               | 24 de septiembre | 18:30   |
| Cobreloa         | 0 - 1     | Colo - Colo  | Municipal de Calama     | 25 de septiembre | 16:00   |
| U. de Chile      | 3 - 0     | O'Higgins    | Nacional                | 25 de septiembre | 18:30   |

| Fecha 10     | Fecha 10  | Fecha 10         | Fecha 10                 | Fecha 10         | Fecha 10 |
| Local        | Resultado | Visita           | Estadio                  | Fecha            | Hora     |
| ------------ | --------- | ---------------- | ------------------------ | ---------------- | -------- |
| U. La Calera | 2 - 0     | U. Española      | Nicolás Chahuán          | 27 de septiembre | 19:00    |
| U. Católica  | 0 - 1     | U. San Felipe    | San Carlos               | 27 de septiembre | 21:30    |
| Palestino    | 0 - 2     | Cobreloa         | Municipal de La Cisterna | 28 de septiembre | 16:00    |
| S. Wanderers | 1 - 1     | U. de Chile      | Regional Chiledeportes   | 28 de septiembre | 18:00    |
| O'Higgins    | 3 - 0     | U. de Concepción | El Teniente              | 28 de septiembre | 19:00    |
| Ñublense     | 0 - 2     | Cobresal         | Nelson Oyarzún           | 28 de septiembre | 20:30    |
| D. Iquique   | 1 - 1     | D. La Serena     | Tierra de Campeones      | 28 de septiembre | 22:00    |
| Huachipato   | 1 - 3     | S. Morning       | Estadio CAP              | 29 de septiembre | 18:00    |
| Colo - Colo  | 3 - 0     | A. Italiano      | Monumental               | 29 de septiembre | 20:30    |

| Fecha 11         | Fecha 11  | Fecha 11     | Fecha 11                | Fecha 11     | Fecha 11 |
| Local            | Resultado | Visita       | Estadio                 | Fecha        | Hora     |
| ---------------- | --------- | ------------ | ----------------------- | ------------ | -------- |
| Cobreloa         | 2 - 0     | U. Católica  | Municipal de Calama     | 1 de octubre | 16:00    |
| U. de Concepción | 0 - 0     | Cobresal     | Ester Roa               | 1 de octubre | 18:15    |
| U. de Chile      | 2 - 2     | D. Iquique   | Nacional                | 1 de octubre | 20:30    |
| S. Morning       | 1 - 3     | Ñublense     | Municipal de La Pintana | 2 de octubre | 16:00    |
| U. San Felipe    | 0 - 2     | S. Wanderers | Municipal de San Felipe | 2 de octubre | 16:00    |
| U. La Calera     | 3 - 2     | Palestino    | Nicolás Chahuán         | 2 de octubre | 16:00    |
| D. La Serena     | 4 - 0     | Colo - Colo  | La Portada              | 2 de octubre | 16:00    |
| U. Española      | 3 - 1     | O'Higgins    | Santa Laura             | 2 de octubre | 18:30    |
| A. Italiano      | 1 - 1     | Huachipato   | Municipal de La Florida | 3 de octubre | 20:00    |

| Fecha 12     | Fecha 12  | Fecha 12         | Fecha 12                | Fecha 12      | Fecha 12 |
| Local        | Resultado | Visita           | Estadio                 | Fecha         | Hora     |
| ------------ | --------- | ---------------- | ----------------------- | ------------- | -------- |
| U. de Chile  | 3 - 2     | U. La Calera     | Nacional                | 12 de octubre | 21:00    |
| Huachipato   | 2 - 1     | U. Española      | Estadio CAP             | 15 de octubre | 20:00    |
| S. Morning   | 1 - 1     | U. San Felipe    | Municipal de La Pintana | 15 de octubre | 16:00    |
| S. Wanderers | 0 - 2     | D. La Serena     | Regional Chiledeportes  | 15 de octubre | 18:30    |
| Ñublense     | 2 - 1     | U. de Concepción | Nelson Oyarzún          | 15 de octubre | 21:00    |
| D. Iquique   | 1 - 3     | Palestino        | Tierra de Campeones     | 15 de octubre | 22:00    |
| U. Católica  | 4 - 0     | Colo - Colo      | San Carlos              | 16 de octubre | 16:00    |
| Cobresal     | 0 - 3     | Cobreloa         | El Cobre                | 16 de octubre | 16:00    |
| O'Higgins    | 0 - 1     | A. Italiano      | El Teniente             | 16 de octubre | 18:30    |

| Fecha 13         | Fecha 13  | Fecha 13      | Fecha 13                | Fecha 13      | Fecha 13 |
| Local            | Resultado | Visita        | Estadio                 | Fecha         | Hora     |
| ---------------- | --------- | ------------- | ----------------------- | ------------- | -------- |
| A. Italiano      | 3 - 0     | D. Iquique    | Municipal de La Florida | 21 de octubre | 20:00    |
| U. La Calera     | 1 - 0     | O'Higgins     | Nicolás Chahuán         | 22 de octubre | 16:00    |
| D. La Serena     | 2 - 1     | U. San Felipe | La Portada              | 22 de octubre | 18:00    |
| U. de Concepción | 2 - 2     | S. Wanderers  | Ester Roa               | 22 de octubre | 18:00    |
| Palestino        | 1 - 1     | U. de Chile   | Nacional                | 22 de octubre | 18:15    |
| U. Española      | 3 - 1     | Ñublense      | Santa Laura             | 22 de octubre | 20:30    |
| Cobreloa         | 1 - 0     | Huachipato    | Municipal de Calama     | 23 de octubre | 16:00    |
| Cobresal         | 2 - 2     | U. Católica   | El Cobre                | 23 de octubre | 16:00    |
| Colo - Colo      | 3 - 1     | S. Morning    | Monumental              | 23 de octubre | 18:30    |

| Fecha 14      | Fecha 14  | Fecha 14         | Fecha 14                | Fecha 14      | Fecha 14 |
| Local         | Resultado | Visita           | Estadio                 | Fecha         | Hora     |
| ------------- | --------- | ---------------- | ----------------------- | ------------- | -------- |
| U. San Felipe | 1 - 1     | Cobreloa         | Municipal de San Felipe | 28 de octubre | 20:00    |
| S. Wanderers  | 2 - 0     | A. Italiano      | Regional Chiledeportes  | 29 de octubre | 16:00    |
| D. Iquique    | 3 - 2     | O'Higgins        | Tierra de Campeones     | 29 de octubre | 16:00    |
| S. Morning    | 5 - 0     | Cobresal         | Municipal de La Pintana | 29 de octubre | 17:00    |
| Huachipato    | 1 - 0     | U. La Calera     | Estadio CAP             | 29 de octubre | 18:15    |
| D. La Serena  | 3 - 2     | U. Española      | La Portada              | 29 de octubre | 20:30    |
| Ñublense      | 3 - 1     | Palestino        | Nelson Oyarzún          | 29 de octubre | 20:30    |
| Colo - Colo   | 2 - 2     | U. de Chile      | Monumental              | 30 de octubre | 17:00    |
| U. Católica   | 2 - 1     | U. de Concepción | San Carlos              | 30 de octubre | 19:30    |

| Fecha 15         | Fecha 15  | Fecha 15      | Fecha 15                 | Fecha 15       | Fecha 15 |
| Local            | Resultado | Visita        | Estadio                  | Fecha          | Hora     |
| ---------------- | --------- | ------------- | ------------------------ | -------------- | -------- |
| A. Italiano      | 2 - 0     | Ñublense      | Municipal de La Florida  | 4 de noviembre | 20:00    |
| Palestino        | 2 - 4     | S. Morning    | Municipal de La Cisterna | 5 de noviembre | 16:00    |
| U. de Concepción | 2 - 1     | U. San Felipe | Municipal de Yumbel      | 5 de noviembre | 18:00    |
| U. Española      | 1 - 2     | U. Católica   | Santa Laura              | 5 de noviembre | 18:15    |
| U. La Calera     | 1 - 2     | D. Iquique    | Nicolás Chahuán          | 5 de noviembre | 20:30    |
| O'Higgins        | 2 - 0     | Colo - Colo   | El Teniente              | 6 de noviembre | 16:00    |
| Cobreloa         | 1 - 0     | S. Wanderers  | Municipal de Calama      | 6 de noviembre | 16:00    |
| Cobresal         | 2 - 1     | D. La Serena  | El Cobre                 | 6 de noviembre | 16:00    |
| U. de Chile      | 5 - 3     | Huachipato    | Nacional                 | 6 de noviembre | 18:30    |

| Fecha 16      | Fecha 16  | Fecha 16         | Fecha 16                | Fecha 16        | Fecha 16 |
| Local         | Resultado | Visita           | Estadio                 | Fecha           | Hora     |
| ------------- | --------- | ---------------- | ----------------------- | --------------- | -------- |
| Huachipato    | 0 - 1     | Palestino        | Estadio CAP             | 18 de noviembre | 20:00    |
| D. Iquique    | 1 - 1     | Colo - Colo      | Tierra de Campeones     | 19 de noviembre | 16:00    |
| S. Morning    | 0 - 3     | U. de Concepción | Municipal de La Pintana | 19 de noviembre | 17:00    |
| S. Wanderers  | 1 - 0     | O'Higgins        | Regional Chiledeportes  | 19 de noviembre | 18:15    |
| D. La Serena  | 2 - 1     | Cobreloa         | La Portada              | 19 de noviembre | 19:30    |
| U. San Felipe | 1 - 1     | Cobresal         | Municipal de San Felipe | 19 de noviembre | 19:30    |
| U. Española   | 5 - 2     | A. Italiano      | Santa Laura             | 19 de noviembre | 20:30    |
| U. de Chile   | 0 - 0     | U. Católica      | Nacional                | 20 de noviembre | 17:00    |
| Ñublense      | 1 - 3     | U. La Calera     | Nelson Oyarzún          | 20 de noviembre | 19:30    |

| Fecha 17         | Fecha 17  | Fecha 17      | Fecha 17                 | Fecha 17        | Fecha 17 |
| Local            | Resultado | Visita        | Estadio                  | Fecha           | Hora     |
| ---------------- | --------- | ------------- | ------------------------ | --------------- | -------- |
| Colo - Colo      | 2 - 1     | Ñublense      | Monumental               | 20:00           |          |
| U. de Concepción | 2 - 2     | U. Española   | Ester Roa                | 27 de noviembre | 16:30    |
| U. La Calera     | 1 - 0     | S. Wanderers  | Lucio Fariña             | 27 de noviembre | 16:30    |
| Cobresal         | 3 - 3     | D. Iquique    | El Cobre                 | 27 de noviembre | 16:30    |
| Cobreloa         | 2 - 1     | S. Morning    | Municipal de Calama      | 27 de noviembre | 16:30    |
| O'Higgins        | 4 - 4     | Huachipato    | El Teniente              | 27 de noviembre | 16:30    |
| Palestino        | 1 - 0     | U. San Felipe | Municipal de La Cisterna | 27 de noviembre | 16:30    |
| A. Italiano      | 1 - 1     | U. de Chile   | Municipal de La Florida  | 27 de noviembre | 19:00    |

## Clasificación
|  |     | Equipos de fútbol         | Pts | PJ | G  | E | P  | GF | GC | Dif |
|  | --- | ------------------------- | --- | -- | -- | - | -- | -- | -- | --- |
|  | 1.  | Universidad de Chile      | 39  | 17 | 11 | 6 | 0  | 39 | 15 | 24  |
|  | 2.  | Cobreloa                  | 31  | 17 | 9  | 4 | 4  | 27 | 17 | 10  |
|  | 3.  | Colo-Colo                 | 30  | 17 | 9  | 3 | 5  | 27 | 28 | -1  |
|  | 4.  | Audax Italiano            | 29  | 17 | 8  | 5 | 4  | 29 | 23 | 6   |
|  | 5.  | Universidad Católica      | 28  | 17 | 8  | 4 | 5  | 29 | 18 | 11  |
|  | 6.  | Deportes La Serena        | 28  | 17 | 8  | 4 | 5  | 26 | 23 | 3   |
|  | 7.  | Unión La Calera           | 24  | 17 | 7  | 3 | 7  | 20 | 18 | 2   |
|  | 8.  | Unión Española            | 23  | 17 | 6  | 5 | 6  | 31 | 23 | 8   |
|  | 9.  | Cobresal                  | 23  | 17 | 6  | 5 | 6  | 22 | 29 | -7  |
|  | 10. | Santiago Wanderers        | 20  | 17 | 5  | 5 | 7  | 19 | 22 | -3  |
|  | 11. | Deportes Iquique          | 20  | 17 | 5  | 5 | 7  | 30 | 41 | -11 |
|  | 12. | Santiago Morning          | 19  | 17 | 6  | 1 | 10 | 29 | 34 | -5  |
|  | 13. | Ñublense                  | 19  | 17 | 6  | 1 | 10 | 22 | 32 | -10 |
|  | 14. | Universidad de Concepción | 19  | 17 | 4  | 7 | 6  | 20 | 21 | -1  |
|  | 15. | Palestino                 | 19  | 17 | 4  | 7 | 6  | 19 | 24 | -5  |
|  | 16. | O'Higgins                 | 17  | 17 | 4  | 5 | 8  | 23 | 26 | -3  |
|  | 17. | Huachipato                | 17  | 17 | 4  | 5 | 8  | 25 | 30 | -5  |
|  | 18. | Unión San Felipe          | 13  | 17 | 2  | 7 | 8  | 16 | 29 | -13 |

Pts = Puntos; PJ = Partidos Jugados; G = Partidos Ganados; E = Partidos Empatados; P = Partidos Perdidos; GF = Goles Anotados; GC = Goles Recibidos; Dif = Diferencia de gol